# Euptera mirifica
Euptera mirifica is een vlinder uit de familie Nymphalidae. De wetenschappelijke naam is voor het eerst geldig gepubliceerd in 1950 door Geoffrey Douglas Hale Carpenter & Thomas Herbert Elliot Jackson.

## Type
- holotype: "male, IX.1946, leg. T.H.E. Jackson"
- instituut: BMNH, Londen, Engeland
- typelocatie: "Zaïre, Ituri forest, Irumu, Epulu, c. 3500 ft"[1]

## Synoniemen
- Euptera mirabilis Libert, 2005[2] gesynonimiseerd door Libert in 2014
  - holotype: "female, X.2002. leg. R. Ducarme"
  - instituut: MRAC, Tervuren, België
  - typelocatie: "République démocratique du Congo, prov. Oriëntale, Biakatu, 1050 m"